# Ervin Zádor
Ervin Zádor (Boedapest, 7 juni 1935 - 29 april 2012) was een Hongaars waterpolospeler.
Ervin Zádor nam als waterpoloër eenmaal deel aan de Olympische Spelen in 1956. Hij veroverde een gouden medaille. Hij kreeg grote bekendheid na de bloed-in-het-waterwedstrijd tegen de Sovjet-Unie. Hij moest het zwembad verlaten met een bloedend oog na een klap van Valentin Prokopov.
Na de Olympische Spelen vluchtte hij naar het westen en werd zwemtrainer van onder andere Mark Spitz.
In de competitie kwam Zádor uit voor Vasas Sport Club Hajógyár SK.
Antal Bolvári · 
Ottó Boros · 
Dezső Gyarmati · 
István Hevesi · 
László Jeney · 
Tivadar Kanizsa · 
György Kárpáti · 
Kálmán Markovits · 
Mihály Mayer · 
István Szívós sr. · 
Ervin Zádor
- International Standard Name Identifier: 0000 0000 8555 386X
- Library of Congress Control Number: no2010146110
- Virtual International Authority File: 123587560
- WorldCat: E39PBJp9ty4GdDkmkwPQVwPfbd